# Агаян, Эдуард Багратович
Эдуард Багратович Агаян (16 марта 1913, Мегри — 29 декабря 1991, Ереван) — советский и армянский лингвист, доктор филологических наук (1942), профессор (1946), академик Академии наук Армянской ССР (1982), заслуженный деятель науки Армянской ССР (1970).

## Биография
Эдуард Агаян родился 16 марта 1913 года в Мегри. В 1928 году окончил местную 7-летнюю школу. В 1930—1932 годах работал в колхозе «Мегри» бухгалтером. С 1933 года учился на историческом факультете ЕГУ, одновременно работая бухгалтером на табачной фабрике.
В 1938 году окончил Ереванский государственный университет, и в 1939 году поступил в аспирантуру. В 1941 году защитил кандидатскую диссертацию («Мегринский диалект»), в 1945 году — докторскую диссертацию («История армянского языкознания»). В 1942 году ему присвоено звание доцента, в 1946 году — звание профессора. В 1953 году избран членом-корреспондентом АН Армянской ССР, в 1982 году — академиком.
В 1932—1991 годах работал в ЕГУ, в 1956—1985 годах был заведующим кафедрой общего языкознания университета, в 1968—1991 годах — руководителем Центра арменоведения, в 1986—1989 годах был главным редактором журнала «Университет Банбер Ерджан», в 1953—1956 годах был Проректор по научной работе, в 1948—1950 годах — декан филологического факультета.
В университетах Армении он преподавал общее языкознание, историю лингвистического обучения, введение в лингвистику, сравнительную грамматику армянского языка, историю армянского языка, грамматику древнеармянского, персидского, латыни, восточную филологию и другие курсы.
Эдуард Агаян также несколько десятилетий работал в Институте армянского языка Академии наук Армянской ССР. В 1950—1953 годах был заместителем директора, в 1963—1991 годах — заведующим кафедрой общего сравнительного языкознания, в 1947—1948 годах. — заведующим кафедрой вузов Министерства просвещения СССР
Эдуард Агаян неоднократно участвовал в международных конференциях (Ереван, Москва, США, Индия и др.).
С 1979 года и до конца жизни был председателем профессионального совета по присуждению ученых степеней по лингвистике. В 1953 году был избран членом Политсовета Еревана, в 1980—1985 годах — членом Верховного Совета Армянской ССР.
Похоронен на Тохмахском кладбище (Городской пантеон-2).

## Научная деятельность
Научная деятельность Эдуарда Агаян была сосредоточена вокруг общего языкознания, истории армянской лингвистики, истории на армянском языке, грамматики (сравнительная грамматика, описательная грамматика, историческая грамматика), лексикографии, диалектологии, современного армянского языка, истории восточной литературы, литературы (а также орфография, орфография).
Его труд «Введение в языкознание» (Ереван, 1952, 1963, 1967), рекомендуемый Министерством высшего образования СССР как союзный университетский учебник, был издан на русском языке в 1959 году. Другие его работы: «Историко-сравнительный метод в лингвистике» (1957), «Грамматика Грабаря», том 1 (1964), «Спряжение современного армянского языка» (1967), «Общая и сравнительная лексикография» (1984). Последняя была переработана  и опубликована в 1957 году под названием «Основы языкознания».
Работы, посвященные общей лингвистике, отличаются исчерпывающими наблюдениями за материалом, оригинальными вопросами и аргументами, простотой и свежестью повествования.
Агаян также провел ценный фонологический, лексико-композиционный, грамматический анализ проблем армянской научной грамматики, применил современные методы описания. Проводил исследования по родной лексике, ее слоям, схемам словообразования, терминологии и другим вопросам.
Эдуард Агаян также внес большой вклад в области армянской лексикографии. Исключительным лексическим достижением остается двухтомная книга «Толковый словарь современного армянского языка» (1976) с включением армянской лексики (136 тыс. слов и 11 тыс. фраз) с различными семантическими классификациями и пояснениями словесных статей.
Он является соавтором учебников армянского языка для 4-7 классов средней школы, которые имеют многочисленные публикации.